# Kim Song-mun
Kim Song-mun (korejsky 김 성문, anglickým přepisem Kim Sung-moon; * 16. března 1965) je bývalý jihokorejský zápasník, reprezentant v zápase řecko-římském. V roce 1988 na olympijských hrách v Soulu vybojoval v kategorii do 68 kg stříbrnou medaili, v roce 1992 na hrách v Barceloně vypadl ve stejné kategorii ve skupině A ve čtvrtém kole a obsadil tak jedenácté místo. V roce 1989 vybojoval osmé a v roce 1991 čtvrté místo na mistrovství světa. V roce 1989 vybojoval stříbro na mistrovství Asie.